# IEEE 802.11ax-2021
| Generation                                                                                                 | IEEE standard | Vedtaget | Forbindelses- hastigheder (Mbit/s) | Frekvens- bånd (GHz) |
| --- | ------------- | -------- | ---------------------------------- | -------------------- |
| Wi-Fi 8 | 802.11bn      | (2028?)  | op til 100.000                     | 2.4, 5, 6            |
| Wi-Fi 7 | 802.11be      | (2024)   | 1376–46120                         | 2.4, 5, 6            |
| Wi-Fi 6E                                                                                                   | 802.11ax      | 2020     | 574–9608                           | 6                    |
| Wi-Fi 6 | 802.11ax      | 2019     | 574–9608                           | 2.4, 5               |
| Wi-Fi 5 | 802.11ac      | 2014     | 433–6933                           | 5                    |
| Wi-Fi 4 | 802.11n       | 2008     | 72–600                             | 2.4, 5               |
| (Wi-Fi 3)*                                                                                                 | 802.11g       | 2003     | 6–54                               | 2.4                  |
| (Wi-Fi 2)*                                                                                                 | 802.11a       | 1999     | 6–54                               | 5                    |
| (Wi-Fi 1)*                                                                                                 | 802.11b       | 1999     | 1–11                               | 2.4                  |
| (Wi-Fi 0)*                                                                                                 | 802.11        | 1997     | 1–2                                | 2.4                  |
| *Wi‑Fi 0, 1, 2, and 3 er navngivet med tilbagevirkende kraft. De findes ikke i den officielle nomenklatur. |               |          |                                    |                      |

IEEE 802.11ax-2021 eller 802.11ax er en IEEE standard for trådløs lokalnet (WLANs) og efterfølgeren til 802.11ac. 802.11ax markedsføres som Wi-Fi 6 (2.4 GHz og 5 GHz) og Wi-Fi 6E (6 GHz)
af Wi-Fi Alliance. 802.11ax er også kendt som High Efficiency Wi-Fi, for forbedring af Wi-Fi 6 klienter ved miljøer med mange hosts per arealenhed - fx ved større møderum og undervisningsrum. 802.11ax er designet til at operere i et licensbånd mellem 1 GHz og 7,125 GHz, inklusiv de eksisterende 2,4 og 5 GHz bånd, som allerede er i anvendelse - såvel som 6 GHz båndet (5,925–7,125 GHz i USA).
Det overordnede formål med 802.11ax standarden er forbedring af kapaciteten-per-areal i ved miljøer med mange hosts per arealenhed, såsom virksomhedskontorer, indkøbscentre - og med mange små boliger. Selvom den opgivne datahastighedsforbedring i forhold til 802.11ac kun er 37%,:qt  er den overordnede datahastighedsforbedring (over et helt trådløst net) 400% (derfor tilnavnet High Efficiency).:qt  Formidlingsforsinkelsen er 75% lavere.
IEEE 802.11ax-2021 standarden blev godkendt 9. februar 2021.

## Forbindelseshastigheder
| MCS index | Modulation type | Kodning rate | Datahastighed (i Mbit/s) | Datahastighed (i Mbit/s) | Datahastighed (i Mbit/s) | Datahastighed (i Mbit/s) | Datahastighed (i Mbit/s) | Datahastighed (i Mbit/s) | Datahastighed (i Mbit/s) | Datahastighed (i Mbit/s) |
| MCS index | Modulation type | Kodning rate | 20 MHz kanaler           | 20 MHz kanaler           | 40 MHz kanaler           | 40 MHz kanaler           | 80 MHz kanaler           | 80 MHz kanaler           | 160 MHz kanaler          | 160 MHz kanaler          |
| MCS index | Modulation type | Kodning rate | 1600 ns GI               | 800 ns GI                | 1600 ns GI               | 800 ns GI                | 1600 ns GI               | 800 ns GI                | 1600 ns GI               | 800 ns GI                |
| --------- | --------------- | ------------ | ------------------------ | ------------------------ | ------------------------ | ------------------------ | ------------------------ | ------------------------ | ------------------------ | ------------------------ |
| 0         | BPSK            | 1/2          | 8                        | 8.6                      | 16                       | 17.2                     | 34                       | 36.0                     | 68                       | 72                       |
| 1         | QPSK            | 1/2          | 16                       | 17.2                     | 33                       | 34.4                     | 68                       | 72.1                     | 136                      | 144                      |
| 2         | QPSK            | 3/4          | 24                       | 25.8                     | 49                       | 51.6                     | 102                      | 108.1                    | 204                      | 216                      |
| 3         | 16-QAM          | 1/2          | 33                       | 34.4                     | 65                       | 68.8                     | 136                      | 144.1                    | 272                      | 282                      |
| 4         | 16-QAM          | 3/4          | 49                       | 51.6                     | 98                       | 103.2                    | 204                      | 216.2                    | 408                      | 432                      |
| 5         | 64-QAM          | 2/3          | 65                       | 68.8                     | 130                      | 137.6                    | 272                      | 288.2                    | 544                      | 576                      |
| 6         | 64-QAM          | 3/4          | 73                       | 77.4                     | 146                      | 154.9                    | 306                      | 324.4                    | 613                      | 649                      |
| 7         | 64-QAM          | 5/6          | 81                       | 86.0                     | 163                      | 172.1                    | 340                      | 360.3                    | 681                      | 721                      |
| 8         | 256-QAM         | 3/4          | 98                       | 103.2                    | 195                      | 206.5                    | 408                      | 432.4                    | 817                      | 865                      |
| 9         | 256-QAM         | 5/6          | 108                      | 114.7                    | 217                      | 229.4                    | 453                      | 480.4                    | 907                      | 961                      |
| 10        | 1024-QAM        | 3/4          | 122                      | 129.0                    | 244                      | 258.1                    | 510                      | 540.4                    | 1021                     | 1081                     |
| 11        | 1024-QAM        | 5/6          | 135                      | 143.4                    | 271                      | 286.8                    | 567                      | 600.5                    | 1134                     | 1201                     |